# 소양초등학교 (전북)
소양초등학교는 대한민국 전북특별자치도 완주군 소양면 황운리에 있는 공립 초등학교이다.

## 학교 연혁
- 1924년 10월 6일 소양공립보통학교(4년제) 인가 개교
- 1935년 3월 29일 6년제 3학급 개편
- 1938년 4월 1일 소양공립심상소학교로 개칭
- 1941년 4월 1일 소양공립국민학교로 개칭
- 1973년 10월 6일 개교 50주년 기념 동창회 조직
- 1981년 3월 10일 병설유치원 개원
- 1984년 10월 6일 개교 60주년 기념행사 거행
- 1996년 3월 1일 소양초등학교로 개칭
- 2017년 2월 15일 제91회 졸업식 (총 4,984명)
- 2017년 3월 1일 제22대 김완섭 교장 부임

## 학교 상징
- 교화 - 철쭉 : 속씨식물 합판아강 진달래목 진달래과의 낙엽관목으로 한국·중국·우수리등지에 분포한다. 주로 산지에서 서식하며 크기는 높이 2∼5m 정도이다. 꽃은 단성화로 5월에 피고 연분홍색이며 3∼7개씩 가지끝에 산형꽃차례를 이룬다. 꽃받침은 작은 꽃줄기와 더불어 선모가 있다. 철쭉은 사랑과 축복을 상징함(봄을 대표할 수 있는 꽃으로 소양어린이의 밝은 마음과 고운 심성을 나타냄)
- 교목 - 소나무 : 겉씨식물 구과식물강 구과식물목 소나무과의 상록 침엽 교목으로 한국·중국 둥베이·우수리·일본 등지에 널리 분포한다. 크기는 높이 35m, 지름 1.8m 정도이고 수피는 붉은 빛을 띤 갈색이나 밑부분은 검은 갈색이다. 소나무는 굳은 의지와 절개를 상징함(아름답고 늠름하며 진취적인 나무로 소양어린이의 기상을 나타냄)
- 교조 - 비둘기 : 비둘기과를 이루는 308종의 새들의 총칭이다. 흔히 '비둘기’라고 부르는 도시 비둘기는 양비둘기이며, 야생비둘기로는 산비둘기, 흑비둘기등이 있다. 비둘기는 평화와 긴밀한 협조를 상징함(아름다움과 협동심이 있는 텃새로 소양어린이의 순수하고 건강함을 나타냄)

## 참고 자료
- 소양초등학교 - 한국교육학술정보원 학교알리미